# Карат (маса)
Карат се користи као јединица масе драгог камења и бисера. Од 1907. године, карат је дефинисан као маса од тачно 0,2 грама. Кох-и-нор, један од најпознатијих дијаманата има 105 карата.

## Етимологија
Назив „карат”, јединица за масу драгог камења води порекло од старогрчке речи κεράτιον, алудирајући на древну праксу са Блиског истока да се злато и драго камење мери семеном рогача (Ceratonia siliqua) које је врло униформне масе (0.2g). Данас је карат стандардизован и износи управо толико.
Касније у доба старог Рима, златни новчић познат као „солидус” тежио је 24 семена рогача (око 4.5g). Као резултат, карат је постао и мера за чистоћу злата. Злато од 24 карата је 100% чисто, а 12-каратно садржи 50% бакра итд.